# From Here to Eternity: Live
From Here To Eternity: Live – kompilacyjny album brytyjskiego, punk rockowego zespołu The Clash wydanego w 1999 roku. Jest to zbiór nagrań koncertowych zespołu z lat 1978–1982.

## Lista utworów
1. „Complete Control” (Jones/Strummer) – 3:45
2. „London's Burning” (Jones/Strummer) – 2:03
3. „What’s My Name?” (Jones/Levene/Strummer) – 1:43
4. „Clash City Rockers” (Jones/Strummer) – 3:30
5. „Career Opportunities” (Jones/Strummer) – 2:06
6. „(White Man) In Hammersmith Palais” (Jones/Strummer) – 4:28
7. „Capital Radio” (Jones/Strummer) – 2:58
8. „City Of The Dead” (Jones/Strummer) – 2:47
9. „I Fought The Law” (Curtis) – 2:36
10. „London Calling” (Jones/Strummer) – 3:29
11. „Armagideon Time” (Dodd/Williams) – 5:05
12. „Train In Vain” (Jones/Strummer) – 4:43
13. „Guns Of Brixton” (Simonon) – 3:36
14. „The Magnificent Seven” (The Clash) – 6:09
15. „Know Your Rights” (The Clash) – 4:05
16. „Should I Stay or Should I Go” (The Clash) – 3:14
17. „Straight To Hell” (The Clash) – 7:24

- Utwór 2 nagrano 30 kwietnia 1978 w Victoria Park w Londynie
- Utwór 3 nagrano 27 lipca 1978 w Music Machine w Londynie
- Utwór 5 nagrano 13 października 1982 w Shea Stadium w Nowym Jorku
- Utwory 8 i 9 nagrano 28 grudnia 1978 w The Lyceum w Londynie
- Utwory 7 i 11 nagrano 8 lutego 1980 w Lewisham Odeon w Londynie
- Utwory 1, 12 i 13 nagrano 13 czerwca 1981 w Bond's Casino w Nowym Jorku
- Utwory 4, 6, 10, 14 i 15 nagrano 7 września 1982 w The Orpheum w Bostonie
- Utwory 16 i 17 nagrano 8 września 1982 w The Orpheum w Bostonie

## Skład
- Joe Strummer – wokal, gitara
- Mick Jones – gitara, wokal
- Paul Simonon – gitara basowa
- Topper Headon – perkusja
- Terry Chimes – perkusja (4–6, 10, 14–17)
- Micky Gallagher – klawisze w „Armagideon Time”
- Mikey Dread – wokale w „Armagideon Time"